# Smilosuchus
 (décembre 2018).
Si vous disposez d'ouvrages ou d'articles de référence ou si vous connaissez des sites web de qualité traitant du thème abordé ici, merci de compléter l'article en donnant les références utiles à sa vérifiabilité et en les liant à la section « Notes et références ».
Genre

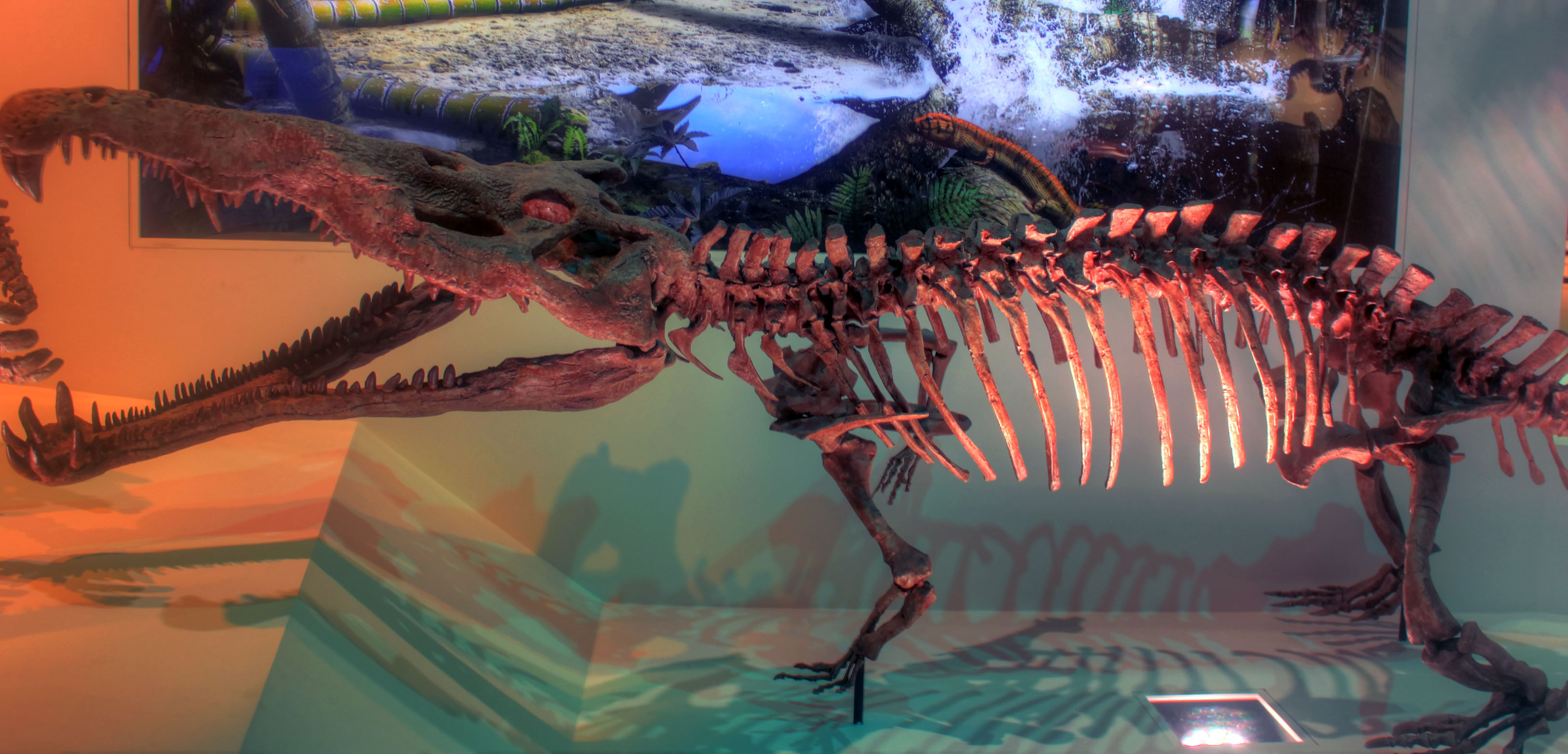
Squelette d'un petit spécimen de Smilosuchus.

Smilosuchus est un  genre éteint de phytosaures du Trias supérieur d'Amérique du Nord. Son nom signifie « crocodile couteau » et sa longueur était de 5,5 à 7 m de long.

## Systématique
Le genre Smilosuchus a été créé en 1995 par Robert A. Long (d) et Phillip A. Murry (d) avec, pour espèce type, Machaeroprosopus gregorii Camp 1930, rebaptisée Smilosuchus gregorii (Camp 1930).

## Liste d'espèces
Selon Paleobiology Database (20 mai 2022) :
- † Smilosuchus adamanensis (Camp 1930)
- † Smilosuchus gregorii (Camp 1930) - espèce type
- † Smilosuchus lithodendrorum (Camp 1930)

## Publication originale
- (en) Robert A. Long et Phillip A. Murry, « Late Triassic (Carnian and Norian) Tetrapods from the Southwestern United States », New Mexico Museum of Natural History and Science Bulletin, États-Unis et Nouveau-Mexique, NM, vol. 4,‎ 1995, p. 1-254 (ISSN 1524-4156).